# K+S
K+S AG (ранее Kali und Salz AG) — основанная в Касселе, немецкая компания по добыче калийных солей, один из ведущих в мире поставщиков калийных и магниевых продуктов для сельскохозяйственного и промышленного применения. K+S AG является в настоящее время мировым лидером в производстве сульфата аммония, а также второй по величине поставщик специальных удобрений в Европе. K+S в основном работает в Европе и Южной Америке и насчитывает около 14 000 человек (2014). С помощью слияний и поглощений, K+S AG, основная ещё 1890-х, объединила всю немецкую калийную промышленность. Между 1971 и 1993 году, компания являлась частью группы BASF, который все ещё является основным акционером. В 2011 год был достигнут оборот в 5,15 млрд евро и чистая прибыль 582 млн евро. дочерние компании K+S, прежде всего, связанных с маркетингом своей продукции, и утилизация и рециркуляция бытовых отходов.
Акции K+S AG котируются на немецкой фондовой бирже DAX.
K+S была основана в 1889 году как Aktiengesellschaft für Bergbau und Tiefbohrung и была переименована в Salzdetfurth AG в 1899 году. После слияния с Wintershall в 1973 году компания была переименована в Kali und Salz (рус. калий и соль).
В 1999 году компания была переименована в K+S. K+S расширяется на международном уровне и представлена в 15 странах: Австрия, Бельгия, Чехия, Франция, Греция, Германия, Италия, Нидерланды, Польша, Португалия, Испания, Швеция, Швейцария и Великобритания в Европе, Чили в Южной Америке и Канаде и США в Северной Америке.
В 2009 году купила американскую компанию Morton Salt (англ.), став крупнейшим производителем соли в мире.